# مال‌ورن پارک اوکس (نیویورک)
مال‌ورن پارک اوکس (به انگلیسی: Malverne Park Oaks) یک منطقهٔ مسکونی در ایالات متحده آمریکا است که در شهرستان نساو، نیویورک واقع شده‌است. مال‌ورن پارک اوکس ۰٫۳ کیلومتر مربع مساحت و ۵۰۵ نفر جمعیت دارد و ۳ متر بالاتر از سطح دریا واقع شده‌است.